# Campionato francese di rugby a 15 1969-1970
Il Campionato francese di rugby a 15 1969-1970 fu disputato da 64 squadre divise in otto gironi di 8 squadre. Le prime 4 di ogni gruppo, per un totale di 32, si qualificarono per la fase ad eliminazione diretta.
La squadra del  La Voulte  ha conquistato il suo primo titolo di campione di Francia battendo in finale l'AS Montferrand.
È la quarta sconfitta per AS Montferrand in una finale. Occorreranno altre 6 finali perse per arrivare alla conquista del titolo nel 2010.

## Fase di qualificazione
(Le squadre sono indicate secondo la classifica ottenuta nel girone di qualificazione. In grassetto le qualificate al turno successivo).
| - Béziers - Bègles - Stade beaumontois - SC Angoulême - US Carmaux - Oyonnax - CO Le Creusot - Castres - Stade toulousain - Biarritz olympique - Racing club de France - US Quillan - SO Chambéry - US Bergerac - UA Gaillac - SC Mazamet | - Tolone - Brive - Auch - Lourdes - Valence - Toulouse olympique EC - Stade lavelanétien - Prades                     | |
| - US Dax - La Voulte - ES Avignon Saint-Saturnin - Tyrosse RCS - SC Tulle - US Fumel Libos - Stade aurillacois - RC Chalon | - RC Narbonne - CA Périgueux - Aviron bayonnais - Stade dijonnais - FC Oloron - Cahors - CS Vienne - Saint Junien     | - SC Graulhet - US Cognac - AS Montferrand - FC Grenoble - US Montauban - Saint-Jean-de-Luz OR - Stade bagnérais - Castelsarrasin |
| - Section paloise - Stadoceste tarbais - Condom - Stade montois - US Romans - USA Perpignan - SA Mauléon - SC Albi | - SU Agen - Stade rochelais - RC Vichy - CA Lannemezan - US bressane - Paris université club - FC Saint-Claude - Foix | |

## Sedicesimi di finale
(In grassetto le qualificate al turno successivo)
| Squadra 1             | Squadra 2                 | Risultati |
| --------------------- | ------------------------- | --------- |
| SU Agen               | SC Angoulême              | 27-3      |
| Stade beaumontois     | Stade rochelais           | 8-3       |
| FC Auch               | US Dax                    | 11-3      |
| Racing club de France | CA Bègles                 | 26-13     |
| La Voulte             | Aviron bayonnais          | 9-3       |
| SC Graulhet           | US Quillan                | 13-12     |
| CA Brive              | ES Avignon Saint-Saturnin | 8-6       |
| AS Béziers            | CA Lannemezan             | 29-6      |
| AS Montferrand        | CA Périgueux              | 18-6      |
| RC Narbonne           | Tyrosse RCS               | 9-3       |
| Section paloise       | Stade dijonnais           | 24-17     |
| RC Vichy              | Stadoceste tarbais        | 12-9      |
| FC Grenoble           | RC Toulon                 | 17-12     |
| US Cognac             | Condom                    | 16-3      |
| Stade toulousain      | Stade montois             | 41-6      |
| Biarritz olympique    | FC Lourdes                | 16-15     |

## Ottavi di finale
(In grassetto le qualificate ai quarti di finale)
| Squadra 1        | Squadra 2             | Risultati |
| ---------------- | --------------------- | --------- |
| SU Agen          | Stade beaumontois     | 16-13     |
| FC Auch          | Racing club de France | 8-3       |
| La Voulte        | SC Graulhet           | 24-3      |
| CA Brive         | AS Béziers            | 17-9      |
| AS Montferrand   | RC Narbonne           | 12-3      |
| Section paloise  | RC Vichy              | 8-0       |
| FC Grenoble      | US Cognac             | 8-6       |
| Stade toulousain | Biarritz olympique    | 20-5      |

## Quarti di finale
(In grassetto le qualificate alle semifinali)
| Squadra 1   | Squadra 2 | Risultati |
| ----------- | --------- | --------- |
| Agen        | Auch      | 19-0      |
| La Voulte   | Brive     | 18-8      |
| Montferrand | Pau       | 14-11     |
| Grenoble    | Tolosa    | 12-5      |

## Semifinali
| Squadra 1   | Squadra 2 | Risultati |
| ----------- | --------- | --------- |
| Montferrand | Grenoble  | 11-3      |
| La Voulte   | Agen      | 9-3       |

## Finale
| Arbitro: | Francis Galonnier |

| |            | |
| R. Vialar 9’ | mt         | |
| Noble Laréal Cance De Grégorio Savitsky Digonnet Duboué Faillon L. Camberabero G. Camberabero Deguerce R. Vialar Wuhzeck L. Vialar Roux | Formazioni | Pujol Rougerie Thomas Boisson Bourdillon Périn Lasserre Combeuil Pineau Darbas Desvernois Cieply Jeammes Coudeyre G. Prat |